# NGC 2900
NGC 2900 ist eine Balken-Spiralgalaxie vom Hubble-Typ SBc im Sternbild Wasserschlange. Sie ist schätzungsweise 232 Millionen Lichtjahre von der Milchstraße entfernt.
Das Objekt wurde am 10. März 1886 von Lewis Swift entdeckt.